# Marion Gilbert
Marion Gilbert, pseudonyme d’Odette Maurel née le 4 août 1876 à Montivilliers et morte le 16 mars 1951 à Meudon, est une féministe et écrivaine française.

## Biographie
Odette Maurel est la fille de Théophile Maurel, un pasteur protestant et de Marguerite-Hélène Bowes, une mère britannique, morte lorsqu’elle a trois ans. Son frère Édouard et sa sœur Madeleine sont âgés de respectivement cinq et neuf ans. Ils seront élevés par sa tante, Anna Maurel, professeur de piano à Bolbec.
Intéressée par l'écriture, elle collabore tout d'abord avec des journaux locaux. En 1902, elle se marie avec Léon Bussard, un ingénieur agronome dont elle a trois enfants. Elle travaille comme traductrice d'œuvres anglaises comme Juste crime de Headon Hill (de) (1910) ou Jane Eyre de Charlotte Brontë (1919). On lui doit également une traduction de David Copperfield (1924) et des Aventures de M. Pickwick de Ch. Dickens (1929). La plupart de ses traductions sont faites en collaboration avec sa sœur ainée, dont le pseudonyme est Madeleine Duvivier (épouse d’Henri Tournier). Son adaptation de La Robe de satin jaune, pièce en 3 actes d'après The Garden of Resurrection de E. Temple Thurston (en) est jouée en 1935 au Club George Sand.
Elle est également romancière avec, en 1914, Le Sang sur la falaise. L'essentiel de sa production romanesque est publiée en feuilleton dans La Petite Illustration comme Celle qui s'en va (1921). La Maison du doute (1929), considéré comme un des meilleurs romans féminins, est pressenti pour le Prix Femina. Elle obtient en 1926 le prix Femina anglais (prix Bookman) pour Le Joug et en 1937, le prix du Président de la République. En 1934, elle perd un fils, ingénieur civil ; elle lui inspirera le recueil de poème Son tombeau (1936).
C'est une féministe, militant notamment dans les années 1910, aux côtés de Marguerite Durand. Elle fonde avec Aurore Sand le Club George Sand (Aurore Sand étant la petite-fille de George Sand), une organisation d'entraide entre femmes de lettres. Elle étudie également les cercles de fermières,. Elle fait partie du premier club gastronomique féminin Les Belles Perdrix et des contributrices du recueil de recettes du même nom, paru en 1930. Elle participe, la même année à l'exposition d'écrivains-peintres en compagnie de Lucie Delarue-Mardrus et d'Anna de Noailles. Elle fait partie du jury du prix des Vikings et du cercle de La Française. Elle participe dans les années 1930 à L’Académie féminine des lettres fondée par Marie de Wailly.  
Elle est présente dans l'Anthologie des écrivains havrais publiée par B. Esdras-Gosse, en 1937.
Son fils, Alain Bussard, a fait don de ses archives à la Bibliothèque Marguerite-Durand.

## Principales publications
- Du sang sur la falaise, 1913[13]
- Celle qui s'en va, 1921[13]
- La trop aimée[13]
- Celui qui reste[13]
- Le joug[13]
- Les masques de l'amour, 1927[13]
- Le silence de Cambridge
- J'irai revoir ma Normandie, contes[13]
- La maison du doute[13]
- L'unique objet[13]
- Le berger et la mer,  1934 - "Henri Defontaine, éditeur".
- Trois jours et trois nuits, Roman, 1935, Compositions de Léon Fauret. Dans "La Petite Illustration"
- L'Ornière, 1935 - "Ferenczi, éditeur"[14]
- La Femme de papa (publié dans Le Journal du 14 février 1939 au 24 février 1939)
- La Barrière, 1949 - "Éditions Je Sers".

## Théâtre
- Du sang sur la falaise, pièce en un acte, 1924[15]

## Récompenses
- Le Joug obtint plusieurs voix au Prix Vie Heureuse[16].
- Prix Northcliffe pour Le Joug[17]